# Hadamardmångfald
Inom matematiken är en Hadamardmångfald, efter Jacques Hadamard, ibland även kallad Cartan–Hadamardmångfald efter Élie Cartan, är en Riemannmångfald (M, g) som är fullständigt och enkelt sammanhängande och som har överallt icke-positiv sektionskrökning.

## Exempel
- Reella linjen R med dess vanliga metrik är en Hadamardmångfald med konstant sektionskrökning lika med 0.
- n-dimensionella hyperboliska rummet Hn är en Hadamardmångfald med konstant sektionskrökning lika med −1.

### Allmänna källor
1. ↑  Li, Peter (2012). Geometric Analysis. Cambridge University Press. sid. 381. ISBN 9781107020641
2. ↑  Lang, Serge (1989). Fundamentals of Differential Geometry, Volume 160. Springer. sid. 252-253. ISBN 9780387985930